# Centro de Arte Dos de Mayo

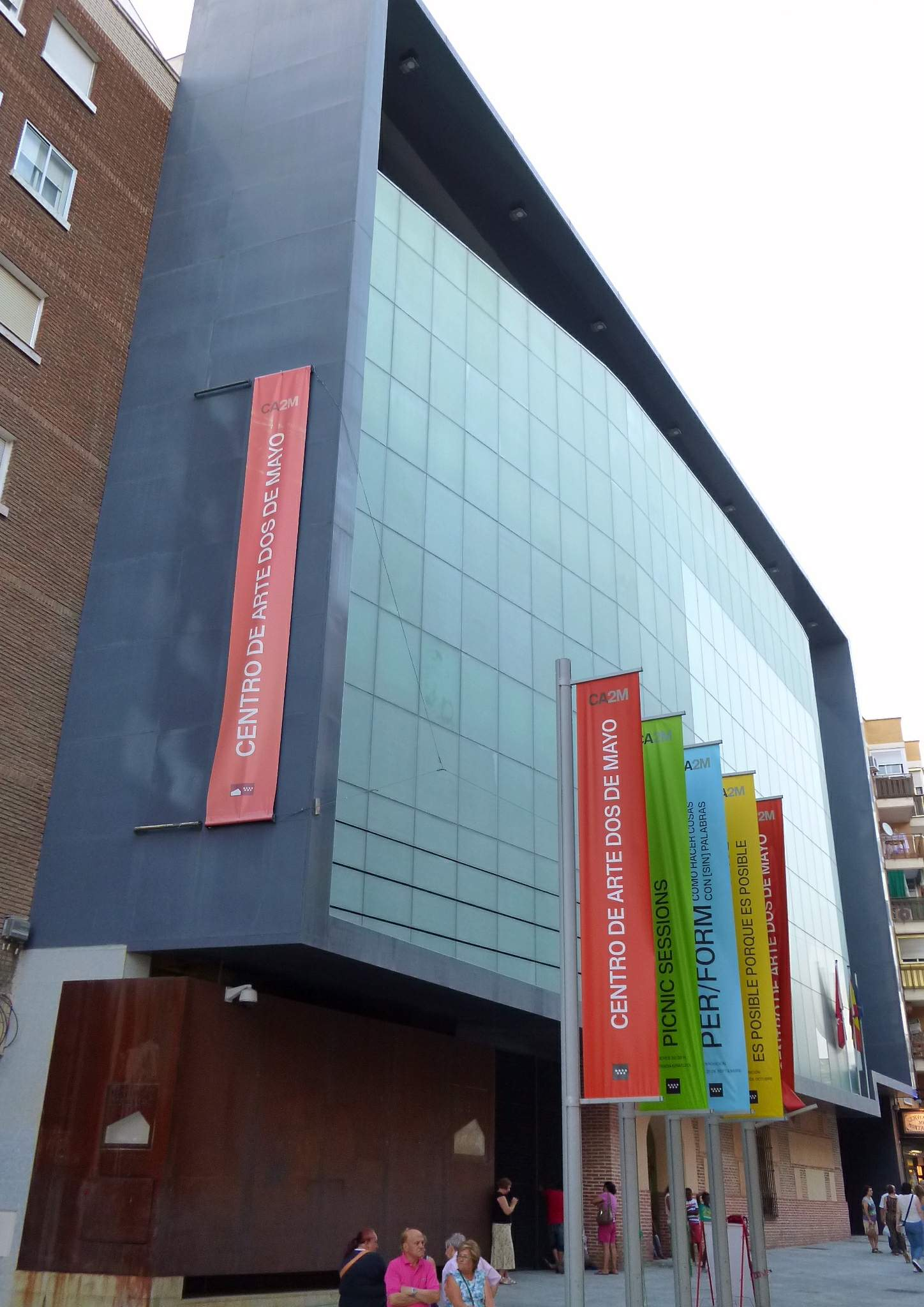
Eingangsfassade des Museums

Das Centro de Arte Dos de Mayo (CA2M) ist ein spanisches Museum für Kunst des 20. Jahrhunderts und zeitgenössische Kunst in Móstoles.

## Gebäude
Das Museum wurde im Zentrum von Móstoles über einem historischen Baukörper erbaut und 2008 eingeweiht. Die Gesamtfläche von 5.886 m² umfasst Ausstellungssäle, Bühnensäle, eine Cafeteria, einen Museumsladen, eine Mediathek und eine Terrasse für Aktivitäten unter freiem Himmel, Verwaltungs und Lagerräume sowie Forschungszimmer.

## Leitung
Zum ersten Direktor wurde Ferran Barenblit ernannt. Dieser wechselte 2015 als Direktor zum MACBA in Barcelona. Als Nachfolger wurde Manuel Segade berufen, der seinerseits 2023 den Direktorenposten des Museo Reina Sofía übernahm. Die aktuelle Direktorin, Stand 2024, ist seitdem Tania Pardo.

## Sammlungen
Zu Beginn übernahm das CA2M rund 1.500 Werke aus der Sammlung der Autonomen Gemeinschaft Madrid. 2014 kamen rund 300 Stücke aus der Sammlung ARCO des Centro Gallego de Arte Contemporáneo in Santiago de Compostela hinzu, die in einer Eröffnungs-Ausstellung im Oktober jenes Jahres gezeigt wurden.

## Weitere Aktivitäten
Die Aktivitäten des CA2M konzentrieren sich auf aktuelle Vorgänge und Entwicklungen. Neben Ausstellungen versucht man, durch Veranstaltungen, Bildungsangebote, Publikationen und soziale Netzwerke dem Publikum zeitgenössische Kunst näher zu bringen. Dabei folgt das CA2M einer interdisziplinären Maxime. Neben traditionellen Formen der Bildenden Kunst werden auch die Themenbereiche Musik, Bühnenkunst, Video und Kinoleinwand behandelt. Ein Beispiel für diesen Ansatz ist die Ausstellung PUNK. Sus rastros en el arte contemporáneo im Jahr 2015.
Besonderer Wert wird darauf gelegt, einem jungen Publikum die zeitgenössische Kunst näher zu bringen. Mit der Initiative Equipo-21 bietet das CA2M jungen Menschen im Alter von 16 bis 21 Jahren regelmäßige Treffen an, um mit Künstlern in Kontakt zu treten, Erfahrungen auszutauschen und eigene Programme zu entwickeln. Beispielsweise organisierte die Gruppe im September 2014 ein Videofestival für junge Menschen.
Seit einigen Jahren bietet das CA2M regelmäßige Workshops für Kinder an. Im Rahmen des Programms Bailar el Barrio beschäftigen sich die Kinder im Alter von 6 bis 12 Jahren mit Tanz und szenischer Darstellung.